# 證聖
證聖（則天文字：𨭻𨲢；695年正月—九月）是武則天的第五個年号。新罗用至二年三月。

## 建年號
- 延載二年[註 1]正月初一辛巳（694年11月23日），改元證聖。[2][3][4]九月初九甲寅（695年10月22日），改元天冊萬歲。[5][6][7]

## 纪年
| 証聖 | 元年  |
| ---- | ----- |
| 公元 | 695年 |
| 干支 | 乙未  |

## 參看
- 中國年號索引

### 註解
1. ↑  按《旧唐书》载，延载二年一月改元：“證聖元年春一月，上加尊號曰慈氏越古金輪聖神皇帝，大赦天下，改元。”

## 深入閱讀
- 李崇智. . 北京: 中華書局. 2004年12月. ISBN 7101025129.
- 鄧洪波.  (pdf). 臺北: 國立臺灣大學東亞經典與文化研究計劃. 2005年3月  [2022-01-03]. ISBN 9789860005189. （原始内容存档于2007-08-25）.

| 前一年號： 延載 | 武周年号 695年 | 下一年號： 天冊萬歲 |